# Dulichion
Dulichion (altgriechisch Δουλίχιον), auch Dulichium, ist in Homers Epen der Name eines Ortes, wahrscheinlich einer Insel, im Bereich der Ionischen Inseln bzw. Westgriechenlands. Während Dulichion nach dem Schiffskatalog der Ilias von Meges beherrscht wird, gehört es in der Odyssee offenbar zum Reich des Odysseus. Die Lokalisierung von Dulichion ist schon seit der Antike umstritten und bis heute ungeklärt.

## Angaben Homers
Nach der Ilias beherrschte Meges Dulichion und nahm mit 40 Schiffen am Troianischen Krieg teil:
| «Οἳ δ’ ἐκ Δουλιχίοιο Ἐχινάων θ’ ἱεράων νήσων, αἳ ναίουσι πέρην ἁλὸς Ἤλιδος ἄντα, τῶν αὖθ’ ἡγεμόνευε Μέγης ἀτάλαντος Ἄρηι Φυλείδης, ὃν τίκτε Διὶ φίλος ἱππότα Φυλεύς, ψορρ. ὅς ποτε Δουλίχιον δ’ ἀπενάσσατο πατρὶ χολωθείς· τῷ δ’ ἅμα τεσσαράκοντα μέλαιναι νῆες ἕποντο.» – Ilias 2, 625-630 | „Die von Dulichion aber und von den heiligen Inseln, Den Echinen, jenseits des Meeres, gegenüber von Elis, Die wieder führte Meges an, dem Ares vergleichbar, Welchen der zeusgeliebte Rossebändiger Phyleus Zeugte, der fort nach Dulichion zog, im Zorn auf den Vater. Vierzig schwarze Schiffe waren in dessen Gefolge.“ – Übersetzung nach Roland Hampe |

Neben Dulichion gehörten demnach auch die als heilige Inseln bezeichneten Echinen (Ἐχῖναι) zum Herrschaftsgebiet des Meges. Letztere werden gewöhnlich mit den Echinaden, eine Inselgruppe vor der Küste Akarnaniens, an der Acheloos-Mündung gleichgesetzt.
In der Odyssee gehört Dulichion (mittlerweile) zum Reich des Odysseus, zusammen mit der ebenfalls nicht sicher identifizierten Insel Same sowie Ithaka, Zakynthos und Teilen des arkarnanischen Festlands. Allerdings wird an anderer Stelle ein König Akastos auf Dulichion erwähnt. Es wird angenommen, dass dieser jedoch ein lokaler Herrscher und Odysseus untergeben war. Die Erwähnung von Akastos fußt wahrscheinlich auf einer nichthomerischen, konkurrierenden Sagentradition.
Aus Dulichion stammten 52 der insgesamt 108 Freier, die während der Abwesenheit des Odysseus um Penelope warben. Dulichion wird als weizenreich (πολύπυρος) und wiesenreich (ποιήεις) beschrieben und soll, wie Same und Zakynthos, nahe bei Ithaka gelegen sein. Ferner geht aus der Odyssee (14,333ff.) hervor, dass Ithaka auf dem Seeweg von Thesprotien nach Dulichion lag.
Auch der Homerische Hymnos auf Apoll nennt Dulichion zusammen mit Ithaka, Same und Zakynthos (Vers 428).

## Lokalisierungshypothesen
Bereits in der Antike war umstritten, welche Insel Homer als Dulichion bezeichnet. Man setzte voraus, dass Zakynthos und Ithaka seit der Zeit Homers ihren Namen behalten hatten, so dass Dulichion und Same mit den verbleibenden ionischen Inseln – die beiden größeren, Kephalonia (heute Kefalenia) und Leukas (heute Lefkada) wurden bei Homer nicht mit ihren späteren antiken Namen erwähnt – zu identifizieren seien. Das viel weiter nördlich gelegene Kerkyra (heute Korfu), das erst ab dem 8. Jahrhundert v. Chr. von Griechen besiedelt wurde, klammerte man dabei aus. Strabon gibt in seinem Werk Geographie einige Lokalisierungen älterer Autoren wieder: Demnach wurde Dulichion meist mit Kephalonia (Hellanikos) oder einem Teil dieser Insel (Pherekydes) identifiziert. Strabon selbst hielt dagegen Kephalonia für das homerische Same und schlägt eine Identifizierung mit einer der Echinaden-Ineln vor, wobei er Makri favorisierte, eine heute unbewohnte Felseninsel, die damals Dolicha hieß. Strabon begründete dies u. a. damit, dass Leukas erst ca. Mitte des 7. Jahrhunderts v. Chr. durch einen von korinthischen Siedlern gegrabenen Kanal zur Insel wurde, es daher vorher nicht als Insel gegolten haben könne.
Diese Überlieferung sorgte dafür, dass viele spätere Forscher bei der Lokalisierung der vier bei Homer namentlich genannten ionischen Inseln Leukas übergingen, so dass nur noch drei größere Inseln (Kephalonia, Zakynthos und Ithaka) übrig bleiben. Dies führte dazu, dass Dulichion auch in der neuzeitlichen Forschung oft mit einer der Inseln der Echinaden gleichgesetzt wurde, was aber mit den Angaben Homers, u. a. über die große Zahl von Freiern, die aus Dulichion stammten, unvereinbar ist. Edward Dodwell meinte Anfang des 19. Jahrhunderts gar, Dulichion sei kurz nach Homers Zeit durch ein Erdbeben im Meer versunken. Mutmaßungen, eine größere ehemalige Insel vor der Küste Akarnaniens sei durch Versandung im Bereich der Acheron-Mündung mittlerweile mit dem Festland verbunden, wurden inzwischen geologisch widerlegt.
Wilhelm Dörpfeld widersprach Anfang des 20. Jahrhunderts der Meinung, Leukas sei vor dem 7. Jahrhundert v. Chr. nicht als Insel angesehen worden. Er vertrat dagegen – gestützt u. a. auf geologische Forschungen – die Ansicht, dass im 7. Jahrhundert v. Chr. lediglich eine bestehende Meerenge zwischen dem Festland und Leukas vertieft wurde, um sie für große Schiffe passierbar zu machen. Demnach hätte Leukas bereits zu Homers Zeiten als Insel gegolten. Er identifizierte Dulichion mit Kefalonia, wobei er allerdings das homerische Ithaka mit Leukas und das homerische Same mit der heutigen Insel Ithaka gleichsetze. Dörpfelds Identifizierung des homerischen Ithakas mit Leukas konnten sich in der Forschung zwar nicht durchsetzen, jedoch wurde nach seinen Publikationen auch wieder verstärkt Leukas als potentieller Kandidat für eine der vier bei Homer namentlich genannten Inseln berücksichtigt.
Bereits Thomas William Allen hielt 1921 mit ausführlicher Begründung eine Identifizierung von Dulichion mit Leukas für die plausibelste Möglichkeit. Seitdem vertraten auch eine Reihe anderer Forscher die Ansicht, Dulichion würde Leukas entsprechen. Dieser folgt – mit Einschränkungen – auch Edzard Visser. Für Visser ist hingegen die Lagebeschreibung der Echinen „zumindest ungewöhnlich“, da sie als Elis gegenüberliegend bezeichnet werden. Dies deutet er als Hinweis auf eine Lokalisierung westlich von Elis, was auf die Echinaden nicht zutrifft. John V. Luce schloss sich der Lokalisierung Dulichions in seinem Buch Die Landschaften Homers an, als er die Inseln Lefkas, Itháki, Kefallinia und Sakinthos mit den Homerischen Dulichion, Ithaka, Samos (Same) und Zakynthos identifizierte. Er verwies dabei auch auf die Nähe von Lefkas (Lefkada) zu den Echinaden, den „heiligen Inseln der Echinai“, die gemeinsam mit Dulichion zum Reich des Meges gehört haben sollen.
2002 stellte Vangelis Pantazis erstmals die Theorie auf, Dulichion sei mit Zakynthos identisch. Ausführlich wird diese Lokalisierung von Makis Metaxas und Hettie Putman Cramer besprochen. Demnach hätte Zakynthos bei Homer Dulichion geheißen, was zu einigen Angaben in den Epen passen würde: u. a. sei Zakynthos Elis am nächsten, was erklären würde, warum der aus Elis stammende Meges Dulichion beherrscht. Auch die indirekte Angabe in der Odyssee, Ithaka liege auf dem Weg von Thesprotien nach Dulichion, wäre stimmig. Die von Homer erwähnten heiligen Inseln der Echinen würden dieser Theorie zufolge allerdings nicht mehr mit den Echinaden gleichgesetzt werden können. Daher werden diese von Pantazis auf den Strofades, südlich von Zakynthos, lokalisiert. Auch müsste eine andere Insel zur Zeit der Epen Homers den Namen Zakynthos getragen haben – die Autoren nehmen Leukas an – und dieser auf die heute so benannte Insel übergegangen sein.